# Натор
Натор (бенг. নাটোর) — город и муниципалитет на западе Бангладеш, административный центр одноимённого округа. Муниципалитет был основан в 1869 году. Площадь города равна 15,05 км². По данным переписи 2001 года, в городе проживало 72 615 человек, из которых мужчины составляли 51,57 %, женщины — соответственно 48,43 %. Плотность населения равнялась 4825 чел. на 1 км².